# Carimala
Carimala, também conhecida como Catimala ou Cadimalo, foi uma rainha núbia (da região entre o sul do Egito e norte do Sudão). Ela é conhecida por um relevo encontrado no templo em Semna, na Núbia.

## Biografia
Carimala tinha o título de Grande Esposa Real e princesa. No relevo em Semna, a rainha é mostrada com coroa de penas duplas, flagelo e manto comprido. Ísis está em frente à rainha, e aqui está uma inscrição mais longa, escrita em hieróglifos egípcios, que são difíceis de ler. O texto parece aludir a um conflito entre Macaraxa e um rei anônimo que era marido de Carimala.
Embora a data precisa da inscrição e, portanto, de Carimala não seja certa, pode-se presumir que ela data da Vigésima primeira ou Vigésima segunda dinastia. Este período (cerca de 1000–750 a.C.) é considerado a idade das trevas da história da Núbia, da qual quase nada se sabe. Esta inscrição prova a continuação de certas estruturas de poder.
Em 1999, Chris Bennett argumentou que Carimala era filha de Osocor, o Velho (r. 992–986 a.C.). Ela é chamada de "Filha do Rei" e "Esposa do Rei" e seu nome sugere que ela pode ter sido líbia. Dada a data da inscrição (um ano 14), ela pode ter sido a esposa do faraó Siamom (r. 986–967 a.C.) ou do faraó Psusenés II (r. 967–943 a.C.). Bennett prefere um casamento com Siamom, porque nesse caso, ela poderia ter assumido a posição do vice-rei de Cuxe, Nescons, como uma figura religiosa na Núbia após a morte deste último no ano 5 do rei Siamom.